# Stephen Michael Vincent Ryan

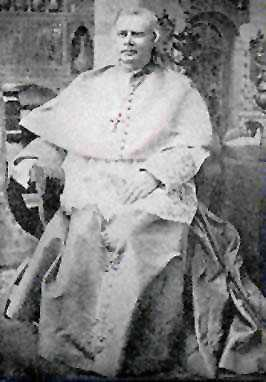
Bischof Stephen V. Ryan

Stephen Michael Vincent Ryan CM (* 1. Januar 1826 in Almonte, Ontario; † 10. April 1896 in Buffalo, New York, Vereinigte Staaten) war ein kanadischer Ordensgeistlicher und römisch-katholischer Bischof von Buffalo.

## Leben
Stephen Michael Vincent Ryan trat 1841 in das St. Charles Borromeo Seminary in Overbrook, Pennsylvania ein. Er wurde Mitglied der Ordensgemeinschaft der Lazaristen und legte am 6. Mai 1846 die ewige Profess ab. Am 24. Juni 1849 empfing er durch den Bischof von Philadelphia, Francis Patrick Kenrick, das Sakrament der Priesterweihe.
1857 wurde Stephen Michael Vincent Ryan Generalvisitator der Lazaristen in den Vereinigten Staaten.
Am 3. März 1868 ernannte ihn Papst Pius IX. zum Bischof von Buffalo. Der Erzbischof von New York, John McCloskey, spendete ihm am 8. November desselben Jahres in der Kathedrale St. Joseph in Buffalo die Bischofsweihe; Mitkonsekratoren waren der Bischof von Brooklyn, John Loughlin, und der Bischof von Toronto, John Joseph Lynch CM.
Stephen Michael Vincent Ryan nahm am Ersten Vatikanischen Konzil teil. Er überarbeitete das System der katholischen Schulen im Bistum Buffalo und gründete zudem die katholische Zeitung Catholic Union.